# Коптяково
Коптяко́во (рос. Коптяково, марій. Шопкер) — присілок у складі Гірськомарійського району Марій Ел, Росія. Входить до складу Троїцько-Посадського сільського поселення.

## Населення
Населення — 104 особи (2010; 109 у 2002).
Національний склад (станом на 2002 рік):
- гірські марійці — 95 %